# USS Randolph (CV-15)
USS Randolph (CV-15) bio je američki nosač zrakoplova u sastavu Američke ratne mornarice i jedan od nosača klase Essex. Bio je drugi brod u službi Američke ratne mornarice koji nosi ime Randolph. Služio je od 1944. do 1969. godine. Sudjelovao je u borbama u Drugom svjetskom ratu i u dvije svemirske misije Program Mercury. Randolph je odlikovan s 3 borbene zvijezde (eng. battle stars – odlikovanje za sudjelovanje u bitkama) za sudjelovanje u bitkama u Drugom svjetskom ratu.
Povučen je iz službe 1969. godine, a 1975. je prodan kao staro željezo.

### Zajednički poslužitelj
|  | Zajednički poslužitelj ima stranicu o temi USS Randolph (CV-15)    |
|  | Zajednički poslužitelj ima još gradiva o temi USS Randolph (CV-15) |